# Haliclona pocilliformis
Haliclona pocilliformis är en svampdjursart som först beskrevs av Griessinger 1971.  Haliclona pocilliformis ingår i släktet Haliclona och familjen Chalinidae. Inga underarter finns listade i Catalogue of Life.